# Championnes de France de natation en bassin de 50 m du 100 m dos
| Championnat | Lieu                                            | Athlète                               | Naissance | Âge   | Club                                          | Temps                       |
| ----------- | ----------------------------------------------- | ------------------------------------- | --------- | ----- | --------------------------------------------- | --------------------------- |
| 1921        | Strasbourg                                      | Irma Burr (simple)                    |           |       | SN Strasbourg                                 | 1 min 48 s 4 RF             |
| 1922        | Tourcoing                                       | Alice Stoffel                         |           |       | SR Colmar                                     | 1 min 45 s 2                |
| 1923        | Arras                                           | Alice Harflinger (simple)             |           |       | SN Strasbourg                                 | 1 min 42 s 0 RF             |
| 1924        | non disputé                                     |                                       |           |       |                                               |                             |
| 1925        | Paris Les tourelles                             | Albertine Ledoux                      |           |       | Enfants de Neptune de Tourcoing               | 1 min 37 s 2                |
| 1926        | Paris Les tourelles                             | Albertine Ledoux                      |           |       | Enfants de Neptune de Tourcoing               | 1 min 35 s 8                |
| 1927        | Paris Les tourelles                             | Claire Horrent                        |           |       | Enfants de Neptune de Tourcoing               | 1 min 38 s 0                |
| 1928        | Paris Les tourelles                             | Amélie Fricot (simple)                |           |       | CAN Paris                                     | 1 min 41 s 6                |
| 1929        | Paris Les tourelles                             | Solita Salgado                        |           |       | Mouettes de Paris                             | 1 min 32 s 8                |
| 1930        | Paris Les tourelles                             | Solita Salgado                        |           |       | Mouettes de Paris                             | 1 min 29 s 8                |
| 1931        | Paris Les tourelles                             | Marcelle Humblot                      |           |       | CN Nancy                                      | 1 min 26 s 6                |
| 1932        | Marseille Chevalier Roze Sport (25 m)           | Solita Salgado                        |           |       | Mouettes de Paris                             | 1 min 26 s 0                |
| 1933        | Paris Les tourelles                             | Thérèse Blondeau                      |           |       | Mouettes de Paris                             | 1 min 25 s 0 RF             |
| 1934        | Paris Les tourelles                             | Thérèse Blondeau                      |           |       | Mouettes de Paris                             | 1 min 25 s 6                |
| 1935        | Bordeaux                                        | Thérèse Blondeau                      |           |       | Mouettes de Paris                             | 1 min 23 s 8                |
| 1936        | Paris Les tourelles                             | Thérèse Blondeau                      |           |       | Mouettes de Paris                             | 1 min 22 s 4                |
| 1937        | Paris Les tourelles                             | Lili Motto                            |           |       | Club des Nageurs de Paris                     | 1 min 27 s 2                |
| 1938        | Paris Les tourelles                             | Lili Motto                            |           |       | Club des Nageurs de Paris                     | 1 min 25 s 4                |
| 1939        | Paris Les tourelles                             | Jacqueline Seignol                    |           |       | Racing Club de France                         | 1 min 21 s 3                |
| 1940        | non disputé                                     |                                       |           |       |                                               |                             |
| 1941        | Toulouse                                        | Monique Berlioux                      |           |       | Club des Nageurs de Paris                     | 1 min 25 s 0                |
| 1942        | Villeurbanne                                    | Monique Berlioux                      |           |       | Club des Nageurs de Paris                     | 1 min 22 s 2                |
| 1943        | Toulouse Paris Les tourelles                    | Monique Berlioux                      |           |       | Club des Nageurs de Paris                     | 1 min 24 s 0                |
| 1944        | Paris Les tourelles Tourcoing Toulouse Bordeaux | Monique Berlioux                      |           |       | Club des Nageurs de Paris                     | 1 min 21 s 8                |
| 1945        | Paris Les tourelles                             | Monique Berlioux                      |           |       | Racing Club de France                         | 1 min 21 s 2                |
| 1946        | Paris Les tourelles                             | Monique Berlioux                      |           |       | Racing Club de France                         | 1 min 20 s 4                |
| 1947        | Paris Les tourelles                             | Monique Berlioux                      |           |       | Racing Club de France                         | 1 min 19 s 0                |
| 1948        | Paris Les tourelles                             | Monique Berlioux                      |           |       | Racing Club de France                         | 1 min 20 s 5                |
| 1949        | Paris Les tourelles                             | Monique Berlioux                      |           |       | CP Isle-Adam                                  | 1 min 18 s 6                |
| 1950        | Paris Les tourelles                             | Monique Berlioux                      |           |       | Racing Club de France                         | 1 min 20 s 5                |
| 1951        | Bordeaux                                        | Monique Berlioux                      |           |       | Racing Club de France                         | 1 min 23 s 1                |
| 1952        | Paris Les tourelles                             | Monique Berlioux                      |           |       | Racing Club de France                         | 1 min 22 s 4                |
| 1953        | Dijon                                           | Marie-Hélène André                    |           |       | Racing Club de France                         | 1 min 16 s 7                |
| 1954        | Paris Les tourelles                             | Marie-Hélène André                    |           |       | Racing Club de France                         | 1 min 18 s 2                |
| 1955        | Bellerive-sur-Allier                            | Marie-Hélène André                    |           |       | Racing Club de France                         | 1 min 15 s 3 RF             |
| 1956        | Paris Georges Vallerey                          | Ginette Sendral-Jany                  |           |       | Dauphins du TOEC                              | 1 min 17 s 5                |
| 1957        | Paris Georges Vallerey                          | Rose-Marie Piacentini                 |           |       | Racing Club de France                         | 1 min 17 s 6                |
| 1958        | Paris Georges Vallerey                          | Rose-Marie Piacentini                 |           |       | Racing Club de France                         | 1 min 16 s 3                |
| 1959        | Alger                                           | Rose-Marie Piacentini                 |           |       | Racing Club de France                         | 1 min 13 s 4 RF             |
| 1960        | Paris Georges Vallerey                          | Rose-Marie Piacentini                 |           |       | Racing Club de France                         | 1 min 11 s 4 RF             |
| 1961 hiver  | Paris Piscine de Pontoise (33,33m)              | Rose-Marie Piacentini                 |           |       | Racing Club de France                         | 1 min 12 s 0                |
| 1961 été    | Paris Georges Vallerey                          | Rose-Marie Piacentini                 |           |       | Racing Club de France                         | 1 min 11 s 5                |
| 1962 hiver  | Nancy                                           | Rose-Marie Piacentini                 |           |       | Racing Club de France                         | 1 min 12 s 5                |
| 1962 été    | Paris Georges Vallerey                          | Rose-Marie Piacentini                 |           |       | Racing Club de France                         | 1 min 12 s 6                |
| 1963 hiver  | Marseille Piscine Vallier (25 m)                | non disputé                           |           |       |                                               |                             |
| 1963 été    | Paris Georges Vallerey                          | Christine Caron                       |           |       | Racing Club de France                         | 1 min 10 s 4                |
| 1964 hiver  | Marseille Piscine Vallier (25 m)                | non disputé                           |           |       |                                               |                             |
| 1964 été    | Paris Georges Vallerey                          | Christine Caron                       |           |       | Racing Club de France                         | 1 min 08 s 7                |
| 1965 hiver  | Marseille Piscine Vallier (25 m)                | non disputé                           |           |       |                                               |                             |
| 1965 été    | Paris Georges Vallerey                          | Christine Caron                       |           |       | Racing Club de France                         | 1 min 08 s 7                |
| 1966 hiver  | Le Mans (25 m)                                  | Christine Caron                       |           |       | Racing Club de France                         | 1 min 08 s 9                |
| 1966 été    | Paris Georges Vallerey                          | Christine Caron                       |           |       | Racing Club de France                         | 1 min 07 s 9 RE=            |
| 1967 hiver  | Caen (25 m)                                     | Bénédicte Duprez                      |           |       | Club des Nageurs de Paris                     | 1 min 08 s 2                |
| 1967 été    | Paris Georges Vallerey                          | Christine Caron                       |           |       | Racing Club de France                         | 1 min 09 s 2                |
| 1968 hiver  | Montreuil                                       | Bénédicte Duprez                      |           |       | Club des Nageurs de Paris                     | 1 min 08 s 3                |
| 1968 été    | Paris Georges Vallerey                          | Christine Caron                       |           |       | Racing Club de France                         | 1 min 08 s 5                |
| 1969 hiver  | Toulouse                                        | Sylvie Canet                          |           |       | Racing Club de France                         | 1 min 09 s 8                |
| 1969 été    | Paris Georges Vallerey                          | Sylvie Canet                          |           |       | Racing Club de France                         | 1 min 10 s 3                |
| 1970 hiver  | Aix-en-Provence                                 | Sylvie Canet                          |           |       | Racing Club de France                         | 1 min 09 s 9                |
| 1970 été    | Paris Georges Vallerey                          | Françoise Desobry                     |           |       | CN Roubaix                                    | 1 min 11 s 5                |
| 1971 hiver  | Montreuil                                       | Françoise Desobry                     |           |       | FFN Tourcoing                                 | 1 min 11 s 7                |
| 1971 été    | Paris Georges Vallerey                          | Christine Caron                       |           |       | Racing Club de France                         | 1 min 09 s 2                |
| 1972 hiver  | Rouen (25 m)                                    | Sylvie Le Noach                       |           |       | Enfants de Neptune de Tours                   | 1 min 08 s 3                |
| 1972 été    | Vittel                                          | Sylvie Le Noach                       |           |       | Enfants de Neptune de Tours                   | 1 min 07 s 5 RF             |
| 1973 hiver  | Paris Georges Hermant                           | Bénédicte Duprez                      |           |       | Club des Nageurs de Paris                     | 1 min 09 s 50               |
| 1973 été    | Vittel                                          | Sylvie Le Noach                       |           |       | Enfants de Neptune de Tours                   | 1 min 08 s 10               |
| 1974 hiver  | Bordeaux                                        | Sylvie Le Noach                       |           |       | Enfants de Neptune de Tours                   | 1 min 06 s 83 RF            |
| 1974 été    | Paris Georges Vallerey                          | Sylvie Le Noach                       |           |       | Enfants de Neptune de Tours                   | 1 min 07 s 19               |
| 1975 hiver  | Troyes                                          | Sylvie Le Noach                       |           |       | Enfants de Neptune de Tours                   | 1 min 08 s 09               |
| 1975 été    | Paris Georges Vallerey                          | Sylvie Le Noach                       |           |       | Enfants de Neptune de Tours                   | 1 min 07 s 67               |
| 1976 hiver  | Tarbes                                          | Sylvie Testuz                         |           |       | SFOC                                          | 1 min 07 s 58               |
| 1976 été    | Paris Georges Vallerey                          | Sylvie Testuz                         |           |       | SFOC                                          | 1 min 08 s 13               |
| 1977 hiver  | Rennes                                          | Sylvie Testuz                         |           |       | SFOC                                          | 1 min 07 s 28               |
| 1977 été    | Paris Georges Vallerey                          | Sylvie Testuz                         |           |       | SFOC                                          | 1 min 07 s 50               |
| 1978 hiver  | Lille                                           | Sylvie Testuz                         |           |       | SFOC                                          | 1 min 08 s 50               |
| 1978 été    | Laval                                           | Sylvie Testuz                         |           |       | SFOC                                          | 1 min 07 s 89               |
| 1979 hiver  | Nanterre                                        | Michèle Ricaud                        |           |       | Nice Université Club                          | 1 min 07 s 20               |
| 1979 été    | Mulhouse                                        | Michèle Ricaud                        |           |       | Nice Université Club                          | 1 min 05 s 60 RF            |
| 1980 hiver  | Bordeaux                                        | Michèle Ricaud                        |           |       | Nice Université Club                          | 1 min 06 s 13               |
| 1980 été    | Brive-la-Gaillarde                              | Michèle Ricaud                        |           |       | Nice Université Club                          | 1 min 05 s 81               |
| 1981 hiver  | La Rochelle                                     | Michèle Ricaud                        |           |       | Nice Université Club                          | 1 min 07 s 12               |
| 1981 été    | Dunkerque                                       | Michèle Ricaud                        |           |       | Nice Université Club                          | 1 min 06 s 83               |
| 1982 hiver  | Toulouse                                        | Mireille Azais Laurence Bensimon      |           |       | Natation 66 AM Vittel                         | 1 min 07 s 18               |
| 1982 été    | Megève                                          | Véronique Jardin                      |           |       | SFOC                                          | 1 min 06 s 58               |
| 1983 hiver  | Tours                                           | Véronique Jardin                      |           |       | SFOC                                          | 1 min 06 s 51               |
| 1983 été    | Bordeaux                                        | Véronique Jardin                      |           |       | SFOC                                          | 1 min 05 s 41               |
| 1984 hiver  | Strasbourg                                      | Véronique Jardin                      |           |       | SFOC                                          | 1 min 05 s 46               |
| 1984 été    | Paris Georges Vallerey                          | Laurence Guillou                      |           |       | Stade poitevin                                | 1 min 07 s 50               |
| 1985 hiver  | Aix-en-Provence                                 | Laurence Guillou                      |           |       | Stade poitevin                                | 1 min 07 s 38               |
| 1985 été    | Dunkerque                                       | Véronique Jardin                      |           |       | SFOC                                          | 1 min 05 s 92               |
| 1986 hiver  | Rennes                                          | Véronique Jardin                      |           |       | SFOC                                          | 1 min 06 s 38               |
| 1986 été    | Millau                                          | Véronique Jardin                      |           |       | SFOC                                          | 1 min 06 s 43               |
| 1987 hiver  | Mulhouse                                        | Véronique Jardin                      |           |       | SFOC                                          | 1 min 05 s 55               |
| 1987 été    | Strasbourg                                      | Laurence Guillou                      |           |       | Stade poitevin                                | 1 min 05 s 59               |
| 1988 hiver  | Vittel                                          | Laurence Guillou                      |           |       | Enfants de Neptune de Tours                   | 1 min 05 s 63               |
| 1988 été    | Dunkerque                                       | Laurence Guillou                      |           |       | Enfants de Neptune de Tours                   | 1 min 05 s 01               |
| 1989 hiver  | Forbach                                         | Laurence Guillou                      |           |       | Enfants de Neptune de Tours                   | 1 min 06 s 02               |
| 1989 été    | Paris Georges Vallerey                          | Laurence Guillou                      |           |       | Enfants de Neptune de Tours                   | 1 min 05 s 84               |
| 1990 hiver  | La Rochelle                                     | Aurélia Kempf                         |           |       | Dauphins du TOEC                              | 1 min 05 s 84               |
| 1990 été    | Narbonne                                        | Laurence Guillou                      |           |       | Enfants de Neptune de Tours                   | 1 min 06 s 13               |
| 1991 hiver  | Saint-Étienne                                   | Céline Bonnet                         |           |       | Cercle des nageurs de Marseille               | 1 min 05 s 70               |
| 1991 été    | Millau                                          | Roxana Maracineanu                    | 1975      | 16    | Mulhouse Olympic Natation                     | 1 min 05 s 82               |
| 1992 hiver  | Dunkerque                                       | Diane Lacombe                         |           |       | Stade poitevin                                | 1 min 05 s 43               |
| 1992 été    | Mennecy                                         | Roxana Maracineanu                    | 1975      | 17    | Mulhouse Olympic Natation                     | 1 min 04 s 75 RF            |
| 1993 hiver  | Mennecy                                         | Corinne Tijou                         |           |       | CS Clichy 92                                  | 1 min 04 s 80               |
| 1993 été    | Paris Georges Vallerey                          | Aurélia Kempf                         |           |       | Dauphins du TOEC                              | 1 min 05 s 00               |
| 1994 hiver  | Lille                                           | Roxana Maracineanu                    | 1975      | 19    | Mulhouse Olympic Natation                     | 1 min 04 s 63               |
| 1994 été    | Aix-les-Bains                                   | Roxana Maracineanu                    | 1975      | 19    | Mulhouse Olympic Natation                     | 1 min 04 s 01 RF            |
| 1995 hiver  | Mennecy                                         | Roxana Maracineanu                    | 1975      | 20    | Mulhouse Olympic Natation                     | 1 min 03 s 94 RF            |
| 1995 été    | Canet-en-Roussillon                             | Hélène Ricardo                        |           |       | Dauphins du TOEC                              | 1 min 04 s 98               |
| 1996 hiver  | Dunkerque                                       | Hélène Ricardo                        |           |       | Dauphins du TOEC                              | 1 min 03 s 61               |
| 1996 été    | Montpellier                                     | Roxana Maracineanu                    | 1975      | 21    | Mulhouse Olympic Natation                     | 1 min 03 s 93               |
| 1997        | Mennecy                                         | Roxana Maracineanu                    | 1975      | 22    | Mulhouse Olympic Natation                     | 1 min 03 s 04 RF            |
| 1998        | Amiens                                          | Roxana Maracineanu                    | 1975      | 23    | Mulhouse Olympic Natation                     | 1 min 03 s 14               |
| 1999        | Dunkerque                                       | Anne Françoise Glatre                 | 1979      | 20    | CN Lamballe                                   | 1 min 03 s 82               |
| 2000        | Rennes                                          | Roxana Maracineanu                    | 1975      | 25    | Mulhouse Olympic Natation                     | 1 min 02 s 59               |
| 2001        | Chamalières                                     | Roxana Maracineanu                    | 1975      | 26    | Mulhouse Olympic Natation                     | 1 min 02 s 51               |
| 2002        | Chalon-sur-Saône                                | Roxana Maracineanu                    | 1975      | 27    | Mulhouse Olympic Natation                     | 1 min 02 s 26               |
| 2003        | Saint-Étienne                                   | Louise Ørnstedt (open) Laure Manaudou | 1985 1986 | 18 17 | Danemark Cercle des Nageurs de Melun-Dammarie | 1 min 01 s 20 1 min 01 s 68 |
| 2004        | Dunkerque                                       | Laure Manaudou                        | 1986      | 18    | Cercle des Nageurs de Melun-Dammarie          | 1 min 00 s 64 RF            |
| 2005        | Nancy                                           | Laure Manaudou                        | 1986      | 19    | Cercle des Nageurs de Melun-Dammarie          | 1 min 01 s 26               |
| 2006        | Tours                                           | Laure Manaudou                        | 1986      | 20    | Cercle des Nageurs de Melun-Val de Seine      | 1 min 01 s 73               |
| 2007        | Saint-Raphaël                                   | Laure Manaudou                        | 1986      | 21    | Canet 66 natation                             | 1 min 01 s 22               |
| 2008        | Dunkerque                                       | Laure Manaudou                        | 1986      | 22    | Mulhouse Olympic Natation                     | 1 min 00 s 00               |
| 2009        | Montpellier                                     | Esther Baron                          | 1987      | 22    | Cercle des nageurs de Marseille               | 1 min 00 s 00               |
| 2010        | Saint-Raphaël                                   | Alexianne Castel                      | 1990      | 20    | Dauphins du TOEC                              | 1 min 00 s 66               |
| 2011        | Strasbourg                                      | Alexianne Castel                      | 1990      | 21    | Dauphins du TOEC                              | 1 min 01 s 36               |
| 2012        | Dunkerque                                       | Laure Manaudou                        | 1986      | 26    |                                               | 1 min 00 s 16               |
| 2013        | Rennes                                          | Cloé Crédeville                       | 1990      | 23    | Nantes Natation                               | 1 min 00 s 65               |
| 2014        | Chartres                                        | Cloé Crédeville                       | 1990      | 24    | Nantes Natation                               | 1 min 01 s 98               |
| 2015        | Limoges                                         | Béryl Gastaldello                     | 1995      | 20    | Cercle des nageurs de Marseille               | 1 min 00 s 54               |
| 2016        | Montpellier                                     | Béryl Gastaldello                     | 1995      | 21    | Cercle des nageurs de Marseille               | 1 min 00 s 26               |
| 2017        | Schiltigheim                                    | Béryl Gastaldello                     | 1995      | 22    | Cercle des nageurs de Marseille               | 1 min 00 s 17               |
| 2018        | Saint-Raphaël                                   | Mathilde Cini                         | 1994      | 24    | Valence Triathlon                             | 1 min 00 s 45               |
| 2019        | Rennes                                          | Béryl Gastaldello                     | 1995      | 24    | Cercle des nageurs de Marseille               | 1 min 00 s 07               |